# (36144) 1999 RT173
1999 RT173 (asteroide 36144) é um asteroide da cintura principal. Possui uma excentricidade de 0.04583320 e uma inclinação de 15.61699º.
Este asteroide foi descoberto no dia 9 de setembro de 1999 por LINEAR em Socorro.